# Martin Stier
Martin Stier, (1620. (1630.) – 1669.), vojni inženjer, topograf i kartograf.

## Djelovanje
Bio je inženjer u topografskoj službi austrijske vojske. Prema nalogu Ratnog vijeća iz Graza trebao je popisati i opisati sve krajiške vojne objekte. Od 1657. do 1660. obilazio je granična područja od Ugarske do Istre. Obišao je i mnoge hrvatske krajeve, proveo izmjere, skicirao zemljište, sastavljao planove i nacrte. Tijekom tri godine prikupio je prilično opsežnu topografsku građu, koju je zatim sustavno sredio. Tako je nastao njegov rukopisni izvještaj koji se sastojao od 147 listova folio-formata, uz karte, planove, vedute ili nacrte. U Ljubljani i Beču sačuvani su rukopisi izvještaja i kartografske skice s tog puta. U Istri je obišao Rijeku, Klanu, Pazin i Trst te odatle donio planove i vedute. Na prvih 30 listova bili su obrađeni krajevi i naselja susjedne Kranjske i Štajerske. Nakon toga počinje prikaz Hrvatske, sastavljen od dva dijela. U kartografskoj zbirci Ratnog arhiva u Beču nalazi se njegov rukopisni svezak s 42 vedute raznih gradova Ugarske i Hrvatske. Izmjeru tih gradova (Zagreba, Varaždina, Koprivnice, Čakovca, Legrada, Dobre i dr.) proveo je prikupljajući topografsku građu za veliku kartu ugarskih zemalja s Hrvatskom. Karta Ugarske sa susjednim pokrajinama je bakrorez od 12 listova koji su tiskani prvo u Beču 1664, a zatim u Nürnbergu 1684. U Hrvatskom državnom arhivu, Valvasorovoj zbirci zagrebačke Metropolitane i Kartografskoj zbirci Nacionalne i sveučilišne knjižnice u Zagrebu nalazi se po jedan primjerak te karte na kojoj su prikazani i hrvatski krajevi do Splita i Omiša. Prema Markoviću (1993), hrvatski krajevi se vide prilično jasno. Ipak ima i nedostataka za tako krupno mjerilo. Reljef je crtao dopadljivo, ali nedovoljno vjerno. Kartu je u bakru rezao Mauricius Lang. Obuhvaća i velik dio hrvatskih i slovenskih zemalja, a smatrana je do tada najboljom kartom Ugarske. Međutim, na njoj je Istra s kvarnerskim otocima prikazana manje vjerno nego na dotadašnjim kartama. Od Hrvatske su najuspiješnije predočeni zapadni krajevi, izvan turskih granica. Točne su neke pojedinosti u reljefu tla. Tako je npr. Stier znao da je masiv Velebita sa svoje primorske strane ogoljen, a s ličke pokriven gustim šumama. Ispravno je zapazio i istaknuo planinu Klek kraj Ogulina. Lika je iz razumljivih razloga predočena s većim prazninama, kao i Slavonija. Stier nije imao dosta podataka da sve krajeve Hrvatske prikaže na najbolji mogući način. Najbolje je zabilježio naselja koja je osobno poznavao. U tom pogledu ta je karta jedna od najboljih u 17. st.

## Djela
- Karta Podravine. 1650.
- Nacrt križevačke utvrde. 1657-60.
- Prvi crtež Varaždina, 55×40,5 cm. 1657. (oko 1660).
- Drugi crtež Varaždina, 55×40,5 cm. 1657. (oko 1660).
- Treći crtež Varaždina, 56,5×42,5 cm. Oko 1660.
- Četvrti crtež Varaždina, 56,5×42,5 cm. Oko 1660.
- Plan Koprivničke tvrđave. Oko 1660.
- Plan Varaždina, 17,5×14,5 cm. 1660.
- Položajni plan Slunja. 1660.
- Varaždin sa zapada, 30×20,5 cm. Oko 1660.
- Veduta Čakovca. 1660.
- Veduta grada Dobre. 1660.
- Veduta Varaždina. 1660.
- Veduta Zagreba. 1660.
- Vierzig Zwey saubere Abrisse verschiedener Gränzfestungen, Schlösser und Städte in Hungarn, rukopisni svezak. 1660-64.
- Landkarten des Königreichs Ungarn und dennen anderen angräntzenten Königreiche, Fürstenthumen und Landschaften (mjerilo oko 1:567 000, bakrorez, 12 listova vel. 33×38 cm, ukupne vel. 144×99 cm). Beč 1664; Nürnberg 1684.
- Hungary, 1667, revised 1687.
- Početni nacrt pri izgradnji Koprivnice važnog protiv turskog utvrđenja u 17. st.